# Sylvan Adams

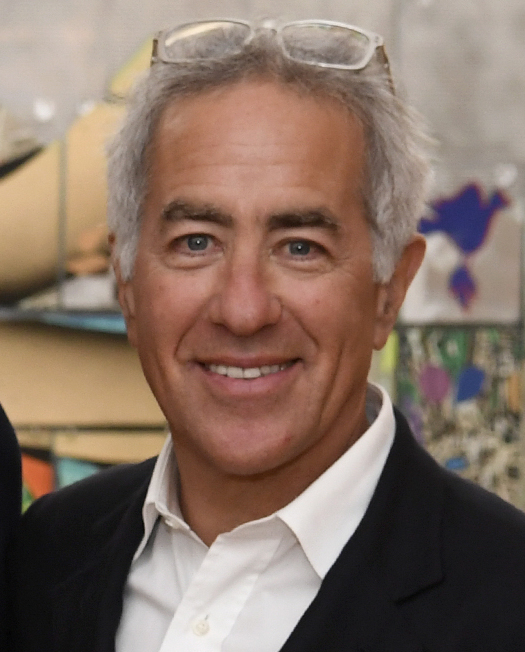
Sylvan Adams, 2020

Sylvan Adams (hebräisch סילבן אדמס‎; geb. 1. November 1958 in Québec) ist ein kanadisch-israelischer Unternehmer, Philanthrop und Radsportenthusiast.

## Biographie

### Familiärer Hintergrund
Der jüdische Vater von Sylvan Adams, Marcel Adams, wurde als Marcel Abramovich 1920 im rumänischen Piatra Neamț geboren. Er war in Bukarest Mitglied der Hanoar Hazioni (Die zionistische Jugend). 1944 gelang ihm die Flucht aus einem Zwangsarbeiterlager. Mit Hilfe der Jewish Agency konnte er im selben Jahr über die Türkei nach Palästina gelangen, wo er im Palästinakrieg mitkämpfte. 1951 emigrierte er nach Kanada, 1953 heiratete er seine Frau Annie. Zunächst arbeitete er in seinem erlernten Beruf als Gerber, bis er 1958 in das Immobiliengeschäft einstieg und mit dem Unternehmen Iberville Developments zur Entwicklung von Shopping Malls ein Milliarden-Vermögen erwarb. Sylvan Adams ist eines von vier Kindern der Eheleute Adams.

### Unternehmer und Philanthrop
1992 übernahm Sylvan Adams von seinem Vater Marcel die Leitung von Iberville. Er hat ein Studium an der University of Toronto absolviert. Auch er wird auf ein Vermögen von über einer Milliarde Dollar geschätzt. In den 1980er Jahren lernte er bei einem freiwilligen Arbeitseinsatz in einem Kibbuz seine in Großbritannien geborene Frau Margaret kennen. Das Paar bekam vier Kinder. Adams bezeichnet sich als „Zionist“.
Wie schon sein Vater engagiert sich der zunächst eher öffentlichkeitsscheue Sylvan Adams als Mäzen und Philanthrop; er hat zahlreiche Ehrenämter inne. 2015 gehörte er zu den Unterzeichnern von Giving Pledge, einer von Bill Gates und Warren Buffett initiierten philanthropischen Kampagne. Seine Frau und er errichteten die Margaret and Sylvan Adams Family Foundation, die rund 25 kulturelle, edukative und sportliche Projekte in Israel und Kanada unterstützt wie etwa ein jüdisches Theaterprojekt in Montreal, dessen Hauptsaal seit 2018 den Namen „Théâtre Sylvan Adams“ trägt, oder Institute an Universitäten. Adams gehört auch zu den Sponsoren von SpaceIL, einer gemeinnützigen Organisation, die die erste israelische Mondlandung auf den Weg bringen will.
Ende 2015 übergab Adams das Unternehmen der Familie an seinen Sohn Josh. Mit seiner Frau Margaret machte er die Alija und zog von Montreal nach Tel Aviv-Jaffa in Israel. Beide erhielten im Dezember 2015 die israelische Staatsbürgerschaft. Er habe beschlossen, so Adams, im nächsten Kapitel seines Lebens den Staat Israel zu fördern.

### Radsport
Mit Ende 30 erlernte Sylvan Adams das Fahrradfahren, als Ausgleich zu seinem Berufsalltag. Mit 41 Jahren begann er mit dem Radrennsport in der Masters-Klasse. In der Folge hatte er zahlreiche Erfolge als Radsportler: Er wurde sechs Mal kanadischer Meister in seiner Altersklasse, errang bei den Makkabiaden 2009 und 2013 insgesamt sechs Goldmedaillen sowie vier Goldmedaillen bei panamerikanischen Meisterschaften. Zwei Mal wurde er Masters-Weltmeister auf der Straße, zuletzt 2017. Auch in Israel wurde er inzwischen nationaler Meister.
Nach seinem Umzug nach Israel musste Adams feststellen, dass es dort keine professionelle Radsport- sowie keine Fahrradverkehrsinfrastruktur gibt. Er machte es sich zur Aufgabe, den Radsport in Israel populärer zu machen, wodurch er zunehmend in der Öffentlichkeit wahrgenommen wurde. So übernahm er die Kosten für den Start des Giro d’Italia 2018 in Israel, investierte Geld in den Bau des daraufhin nach ihm benannten Sylvan Adams Velodrome, engagierte sich im 2015 gegründeten Radsportteam Israel Cycling Academy, welches im Dezember 2019 für die Saisons 2020 bis 2022 unter dem Namen Israel Start-Up Nation eine Lizenz als UCI WorldTeam. und finanzierte das Adams Institute for Sports Research an der Universität Tel Aviv. Zudem finanziert er in Ben Shemen die Bartali Youth Leadership School, wo Kinder und Jugendliche zu Radsportlern ausgebildet werden. 2019 unterstützte er darüber hinaus mit zwei Millionen Dollar den Bau einer Überdachung der offenen Radrennbahn im kanadischen Bromont, die ebenfalls seinen Namen tragen wird.
Der Bürgermeister von Tel Aviv, Ron Huldai, bezeichnete Adams als „cycling meshuga“ („Radsportverrrückten“). Er selbst sieht sich inzwischen als „self-appointed Ambassador […] for Israel“ („selbsternannter Botschafter [...] für Israel“). Die Vision von Sylvan Adams ist, aus Tel Aviv das „Amsterdam des Nahen Ostens“ zu machen: Die israelische Stadt soll so fahrradfreundlich werden wie die niederländische, dafür arbeitet er mit dem jüdischen Nationalfonds KKL zusammen. Ziel ist ein flächendeckendes Netz aus Radwegen, damit etwa Pendler aus den Vororten schneller die Innenstadt mit dem Fahrrad erreichen können.

## Ehrungen
2019 wurde Adams von der Universität Tel Aviv der Titel eines Ehrenprofessors verliehen.

## Diverses
Sylvan Adams sponserte den anschließend als „verpatzt“ kritisierten Auftritt der Sängerin Madonna beim Eurovision Song Contest 2019 in Tel Aviv. Die Gage soll über eine Million Dollar betragen haben.